# Орхіва
Орхіва (ісп. Órgiva) — муніципалітет в Іспанії, у складі автономної спільноти Андалусія, у провінції Гранада. Населення — 5789 осіб (2010).
Муніципалітет розташований на відстані близько 390 км на південь від Мадрида, 34 км на південний схід від Гранади.
На території муніципалітету розташовані такі населені пункти: (дані про населення за 2010 рік)
- Агустінес-і-Тіхола: 264 особи
- Алькасар: 97 осіб
- Лас-Баррерас: 290 осіб
- Баякас: 132 особи
- Серро-Негро: 125 осіб
- Орхіва: 4194 особи
- Паго-і-Бенісальте: 282 особи
- Лос-Таблонес: 330 осіб
- Сортес-Раб'єте: 75 осіб

## Демографія
Динаміка населення (INE ):

## Галерея зображень

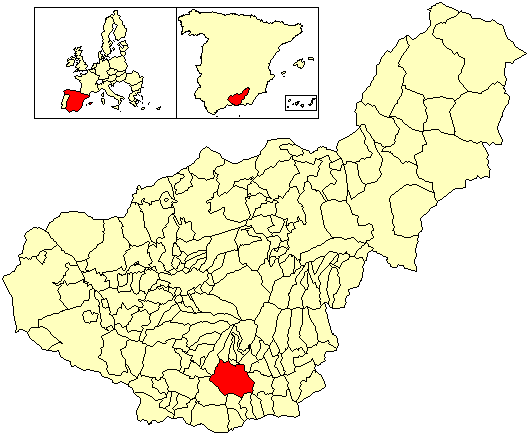
Розташування муніципалітету у провінції Гранада